# Nora Szech
Nora Szech (18. März 1980 in Bremen – 16. August 2023) war eine deutsche Verhaltensökonomin und  Wirtschaftswissenschaftlerin.

## Leben und Werdegang
Szech studierte Mathematik und Volkswirtschaftslehre an der Universität Bonn und war dort von 2010 bis 2012 als Akademische Rätin am Lehrstuhl von Benny Moldovanu tätig. Sie promovierte dort als Doktorandin der Bonn Graduate School of Economics (BGSE) und wurde für die beste Dissertation über alle Disziplinen an der Universität Bonn ausgezeichnet. 2012/13 war sie Professorin für Industrieökonomik an der Universität Bamberg. Ab 2013 lehrte sie als Professorin für Politische Ökonomie am Karlsruher Institut für Technologie.
Nora Szech starb unerwartet am 16. August 2023 im Alter von 43 Jahren. Die Todesursache ist unbekannt.

## Forschung
Szech forschte zu Markt- und Wettbewerbsdesign mit einem Schwerpunkt auf Informationsdesign, Künstlicher Intelligenz und Moral. Dazu bediente sie sich theoretischer sowie empirischer Methoden. Die Anwendungen ihrer Forschungsarbeiten reichen von Auktionsdesign über Arbeitsmarktpolitik und Diversität am Arbeitsplatz bis hin zu Ethischem Konsum und Gesundheit. Ihre Arbeiten wurden in führenden interdisziplinären sowie in führenden Fachjournalen (wie Science, Management Science, The Review of Economic Studies, Journal of Economic Theory) publiziert. Verschiedene internationale und nationale Zeitungen berichten über ihre Forschung (wie z. B. das Wallstreet Journal, die Huffington Post, Forbes, die Süddeutsche Zeitung, die Frankfurter Allgemeine Zeitung sowie Die Zeit).
In Deutschland haben im Zuge der Impfkampagne zur Corona-Pandemie ihre Vorschläge für Aufsehen gesorgt, erfolgreiche Impfungen finanziell zu vergüten. Nora Szech erklärte, die Vorzüge dieses Vorschlags wissenschaftlich belegen zu können.

## Preise und Auszeichnung
- 2011: Reinhard-Selten-Preisträgerin des Vereins für Socialpolitik
- 2018: Mitglied der „Jungen Elite – Top 40 unter 40“ im Bereich Gesellschaft und Wissenschaft der Zeitschrift Capital[8]

## Publikationen
- Becoming a Bad Doctor. In: Journal of Economic Behavior & Organization. Band 80, 2011, S. 244–257, doi:10.1016/j.jebo.2011.03.010.
- Optimal Disclosure of Costly Information Packages in Auctions. In: Journal of Mathematical Economics. Band 47, Nr. 4–5, 2011, S. 462–469, doi:10.1016/j.jmateco.2011.06.004.
- mit Armin Falk: Morals and Markets. In: Science. Band 340, Nr. 6133, 10. Mai 2013, S. 707–711, doi:10.1126/science.1231566.
- Tie-Breaks and Bid-Caps in All-Pay Auctions. In: Games and Economic Behavior. Band 92, 2015, S. 138–149, doi:10.1016/j.geb.2015.05.008.
- mit Marta Serra Garcia: Incentives and Defaults Can Increase COVID-19 Vaccine Intentions and Test Demand. In: Management Science. Band 69, Nr. 2, Februar 2023, S. 1037–1049, iii-iv, doi:10.1287/mnsc.2022.4405.
- mit Thomas Mariotti, Nikolaus Schweizer, Jonas von Wangenheim: Information Nudges and Self Control. In: Management Science. Band 69, Nr. 4, April 2023, S. 2182–2197, doi:10.1287/mnsc.2022.4428.